# Île Alexander
Pour l’article homonyme, voir Alexander.
Ne doit pas être confondu avec île Alexandre-Ier.
L'île Alexander (Alexander Island) est une île de l'archipel arctique canadien.
Île du groupe de l'île Bathurst, elle forme avec les îles plus septentrionales de Massey, Vanier et Cameron, le bord occidental du bras de mer d'Erskine. 
Il n'a été déterminé de manière certaine par un survol aérien en 1947 que ces 4 îles ne formaient pas une péninsule de l'île Bathurst, étant séparées entre elles par d'étroits chenaux. 